# HD 114780
HD 114780，又名BD+12 2565，SAO 100460、HR 4986，是一颗恒星，视星等为5.77，位于銀經321.61，銀緯73.66，其B1900.0坐标为赤經13h 7m 34.3s，赤緯+12° 73.66′ 17″。